# Římskokatolická farnost Raškov
Římskokatolická farnost Raškov je územní společenství římských katolíků v děkanátu Šumperk s farním kostelem svatého Jana Křtitele.

## Historie farnosti
Farní kostelík stál v Raškově již ve 14. století. Na jeho místě vybudovali místní evangelíci ve druhé polovině 16. století dřevěnou modlitebnu. Fara zřejmě zanikla za třicetileté války. Současný kostel se začal stavět v roce 1711 na popud a za finančního přispění Josefa Jana Adama z Lichtenštejna. Stavba probíhala až do roku 1733, ale již v roce 1725 byl slavnostně vysvěcen. Ve třetí čtvrtině 18. století byla vybudována zvonice a zřejmě i předsíň, v roce 1802 sakristie.
 V roce 1877, při požáru sousedního domu, shořela část střechy a věže. Nová střecha byla pokryta kamennou břidlicí v roce 1878.
V roce 1784 byla při novém kostele obnovena i fara.

## Duchovní správci
Současným administrátorem excurrendo je od července 2009 R. D. Mgr. Michał Stanisław Krajewski.

## Bohoslužby
| Kostel                | Místo  | Bohoslužba (den) | Hodina | Poznámka     |
| --------------------- | ------ | ---------------- | ------ | ------------ |
| svatého Jana Křtitele | Raškov | neděle           | 10.30  | farní kostel |

## Aktivity ve farnosti
Ve farnosti se pravidelně koná tříkrálová sbírka. V roce 2018 činil její výtěžek v celém Bohdíkově 33 456 korun.